# Nate Dogg (album)
Albums de Nate Dogg
Essentials
(2002)
Singles
1. Get Up
Sortie : 2003

Nate Dogg est le troisième et dernier album studio de Nate Dogg, sorti le 25 février 2003.

## Liste des titres
| No  | Titre                                                             | Contient un (des) sample(s) de                                    | Durée |
| --- | ----------------------------------------------------------------- | ----------------------------------------------------------------- | ----- |
| 1.  | I Need a Bitch (featuring Armed Robbery)                          |                                                                   | 3:44  |
| 2.  | Bad Girls (featuring Redman)                                      | Bad to the Bone de George Thorogood & the Destroyers              | 4:13  |
| 3.  | Get Up (featuring Eve)                                            |                                                                   | 3:50  |
| 4.  | Keep It Real (featuring Fabolous, Lil' Mo et Icarus)              |                                                                   | 4:28  |
| 5.  | Leave Her Alone (featuring Memphis Bleek, Freeway et Young Chris) |                                                                   | 4:10  |
| 6.  | Hide It (featuring Armed Robbery)                                 |                                                                   | 4:24  |
| 7.  | Round and Round                                                   |                                                                   | 4:13  |
| 8.  | Gott Damn Shame (featuring Timbaland et Ms. Jade)                 |                                                                   | 4:48  |
| 9.  | There She Goes (featuring Warren G et DJ Quik)                    | Don't Look Any Further de Dennis Edwards featuring Siedah Garrett | 4:12  |
| 10. | Somebody Like Me (featuring Shade Sheist)                         |                                                                   | 3:56  |
| 11. | Interlude #1 (skit)                                               |                                                                   | 0:08  |
| 12. | I Got Game (featuring Snoop Dogg et Armed Robbery)                |                                                                   | 5:12  |
| 13. | All Night Long                                                    |                                                                   | 4:06  |
| 14. | Next Boyfriend (featuring Knoc-turn'al)                           |                                                                   | 4:53  |
| 15. | The Hard Way (featuring Xzibit et Armed Robbery)                  |                                                                   | 3:24  |
| 16. | Interlude #2 (skit)                                               |                                                                   | 0:24  |
| 17. | Right Back Where You Are                                          |                                                                   | 3:53  |